# Carlos Aguiar
Carlos Antonio Aguiar Burgos (Montevideo, Uruguay, 19 de diciembre de 1978) es un exfutbolista uruguayo que jugaba de mediocentro ofensivo.

## Clubes
| Club                  | País      | Año       |
| --------------------- | --------- | --------- |
| River Plate Uruguay   | Uruguay   | 2000-2002 |
| Xanthi                | Grecia    | 2002-2003 |
| Racing                | Argentina | 2003      |
| Uruguay Montevideo    | Uruguay   | 2004      |
| Rampla Juniors        | Uruguay   | 2005      |
| Tiro Federal (cedido) | Argentina | 2006      |
| Rampla Juniors        | Uruguay   | 2006-2007 |
| Liverpool Montevideo  | Uruguay   | 2008      |
| Académica             | Portugal  | 2008-2009 |
| Fénix                 | Uruguay   | 2009-2010 |
| Huachipato (cedido)   | Chile     | 2010-2011 |
| Fénix                 | Uruguay   | 2011      |

## Palmarés

### Campeonatos nacionales
| Título           | Club  | País    | Año  |
| ---------------- | ----- | ------- | ---- |
| Segunda División | Fénix | Uruguay | 2009 |